# Matwiejewka (rejon korieniewski)
Matwiejewka (ros. Матвеевка) – wieś (ros. деревня, trb. dieriewnia) w zachodniej Rosji, w sielsowiecie korieniewskim rejonu korieniewskiego w obwodzie kurskim.

## Geografia
Miejscowość położona jest nad rzeką Kriepna (dopływ Sejmu), 5 km od centrum administracyjnego sielsowietu korieniewskiego (wieś Korieniewo), 7 km od centrum administracyjnego rejonu (osiedle Korieniewo), 91 km od Kurska.

## Demografia
W 2010 r. miejscowość zamieszkiwało 8 osób.